# Sommer-Paralympics 2024/Teilnehmer (Mali)
| stlisierte Goldmedaille | stlisierte Silbermedaille | stlisierte Bronzemedaille |
| ----------------------- | ------------------------- | ------------------------- |
| —                       | —                         | —                         |

Mali entsandte für die Paralympischen Spiele 2024 in Paris zwei Leichtathleten.

## Teilnehmer

### Leichtathletik
| Athleten             | Klassifizierung | Wettbewerb | Vorlauf      | Vorlauf | Finale        | Finale        | Rang |
| Athleten             | Klassifizierung | Wettbewerb | Zeit/Weite   | Rang    | Zeit/Weite    | Rang          | Rang |
| -------------------- | --------------- | ---------- | ------------ | ------- | ------------- | ------------- | ---- |
| Frauen               |                 |            |              |         |               |               |      |
| Korotoumou Coulibaly | F55             | Diskuswurf | —            | —       | 18,57 m       | 10            | 10   |
| Korotoumou Coulibaly | F56             | Speerwurf  | 12,66 m      | 6       | ausgeschieden | ausgeschieden | 6    |
| Männer               |                 |            |              |         |               |               |      |
| Samba Coulibaly      | T13             | 100 m      | 10,95 s (PB) | 5       | 10,97 s       | 7             | 7    |

PB: Persönliche Bestleistung